# Microlophus
Microlophus ist eine Gattung von Echsen in der Familie der Kielschwanzleguane (Tropiduridae). Es gibt dreiundzwanzig anerkannte Arten in der Gattung. Sechs von ihnen sind endemisch auf den Galapagosinseln, wo sie „Lava-Eidechsen“ (oft auch „Galapagos-Lavaechsen“) genannt werden. Der Lebensraum der anderen Arten befindet sich auf dem Festland in Ecuador, Peru und Chile. Dort werden sie „Pazifische Leguane“ genannt, sie leben in den Anden als auch an der Pazifikküste.
Die Verbreitung der Lavaeidechsen und ihre Variationen in Form, Farbe und Verhalten zeigen das Phänomen der adaptiven Radiation, das typisch für die Bewohner des Archipels ist. Alle haben sich höchstwahrscheinlich aus einer einzigen Vorfahrenart entwickelt. Wie bei Tropiduridae üblich, können sie jedoch ihre Farbe individuell bis zu einem gewissen Grad verändern, und auch Mitglieder derselben Art, die in verschiedenen Lebensräumen leben, zeigen Farbunterschiede. So sind Tiere, die hauptsächlich in dunkler Lava leben, dunkler als solche, die in einer hellen, sandigen Umgebung leben.

## Arten
Im Februar 2021 wurden in der Reptile Database 23 Arten gelistet:
- Microlophus albemarlensis (Baur, 1890)
- Microlophus atacamensis (Donoso-Barros, 1960)
- Microlophus barringtonensis (Baur, 1892)
- Microlophus bivittatus (Peters, 1871)
- Microlophus delanonis (Baur, 1890)
- Microlophus duncanensis (Baur, 1890)
- Microlophus grayii (Bell, 1843)
- Microlophus habelii (Steindachner, 1876)
- Microlophus heterolepis (Wiegmann, 1834)
- Microlophus indefatigabilis (Baur, 1890)
- Microlophus jacobii (Baur, 1892)
- Microlophus koepckeorum (Mertens, 1956)
- Microlophus occipitalis (Peters, 1871)
- Microlophus pacificus (Steindachner, 1876)
- Microlophus peruvianus (Lesson, 1830)
- Microlophus quadrivittatus (Tschudi, 1845)
- Microlophus stolzmanni (Steindachner, 1891)
- Microlophus tarapacensis Donoso-Barros, 1966
- Microlophus theresiae (Steindachner, 1901)
- Microlophus theresioides (Donoso-Barros, 1966)
- Microlophus thoracicus (Tschudi, 1845)
- Microlophus tigris (Tschudi, 1845)
- Microlophus yanezi (Ortiz-Zapata, 1980)